# 中鋸鯻屬
中鋸鯻屬（學名：Mesopristes）為日鱸目鯻科的一屬，傳統上歸類於鱸形目。

## 分類
本屬包含5個種：
- 銀身中鋸鯻 Mesopristes argenteus (Cuvier 1829)：又稱銀島鯻。
- 格紋中鋸鯻 Mesopristes cancellatus (Cuvier, 1829)：又稱格紋島鯻。
- 長身中鋸鯻 Mesopristes elongatus (Guichenot, 1866)
- 依氏中鋸鯻 Mesopristes iravi Yoshino, Yoshigou & Senou, 2002
- 克氏中鋸鯻 Mesopristes kneri (Bleeker, 1876)

## 外部連結
- 维基共享资源上的相關多媒體資源：中鋸鯻屬